# Pollanisus contrastus
Pollanisus contrastus là một loài bướm đêm thuộc họ Zygaenidae. Nó được tìm thấy ở tây nam Queensland và New South Wales.
Chiều dài cánh trước là 6-7.5 mm đối với con đực và 6.5-7.5 mm đối với con cái. Có hai lứa trưởng thành một năm.